# Hertha Sponer
Hertha Sponer (née le 1er septembre 1895 – morte le 27 février 1968) est une physicienne et chimiste allemande. 

## Biographie
Sponer naît à Neisse, en province de Silésie. Après ses études secondaires, elle fréquente un an l'université Eberhard Karl de Tübingen, où elle est notamment assistante de James Franck. Elle fréquente ensuite l'université de Göttingen, où elle soutient sa thèse de doctorat en 1920 sous la direction de Peter Debye. Elle est l'une des premières femmes à obtenir un tel diplôme en physique en Allemagne.
En octobre 1925, elle obtient une bourse Guggenheim pour l'université de Californie à Berkeley, qu'elle fréquente un an. Elle y collabore notamment avec R. T. Birge et crée avec ce dernier la méthode Birge-Sponer (en).
En 1932, Sponer est professeur associé de physique et compte environ 20 publication scientifiques dans des revues telles Nature et Physical Review. En 1933, James Franck démissionne et quitte Göttingen l'année suivante. Renvoyée lors de l'arrivée au pouvoir d'Adolf Hitler, Sponer déménage à Oslo en 1934 pour enseigner à l'université d'Oslo comme professeure invitée.
En 1936, elle commence à travailler à l'université Duke. Elle y est professeure jusqu'en 1966, année où elle devient professeure émérite.
En 1946, elle épouse James Franck.

## Œuvres
- (en) "Inelastic Impacts of Electrons with Mercury Atoms", Zeits. f. Physik, 7.3: 185 (1921).
- (en) "The Series Spectra of Lead and Tin", Zeits. f. Physik, 32.1: 19 (1925).
- (en) "Predissociation Spectra of Triatomic Molecules", Zeits. f. Physik p. 18: 88 (1932) with J. Franck and E. Teller.
- (en) "Analysis of Near U.V. Electronic Transition of Benzene", J.Chem.. Phys. 7: 207 (1939) with L. Nordheim, A. L. Sklar, and E. Teller.